# Echinometra viridis
Echinometra viridis A. Agassiz, 1863 è un riccio di mare appartenente alla famiglia Echinometridae.

## Descrizione
Ha una forma pressoché ellittica e una colorazione marrone, a volte rossastra, mentre le spine tendono al verde. Ha un diametro massimo di 5 cm, mentre le spine arrivano a tre. Somiglia molto a E. lucunter, dalla quale si distingue per le spine più lunghe.

## Distribuzione e habitat
Si trova nel Mar dei Caraibi, dalla Florida al Venezuela a profondità fino a circa 15 metri. È meno comune di E. lucunter, e sembra essere assente dalle Indie Occidentali ad est delle Isole Vergini.

## Biologia

### Alimentazione
Si nasconde in anfratti rocciosi o sotto i massi. Emerge di notte per nutrirsi di alghe. Il suo pascolo provoca ancora bioerosione nella barriera.

### Riproduzione
A Panama, la riproduzione avviene durante il periodo tra aprile e dicembre. Non sembra essere correlata con le fasi della luna, a differenza di altre specie di riccio di mare. La fecondazione è esterna e le larve sono planctoniche. Quando queste si depositano sul fondo, subiscono una rapida metamorfosi in ricci di mare giovanili.

### Predatori
Questo riccio viene predato da molti pesci, in particolare Calamus bajonado, Balistes vetula, Canthidermis sufflamen e Lachnolaimus maximus.

## Minacce
Questa specie pare essere minacciata dall'aumento del livello di anidride carbonica, che porta all'acidificazione degli oceani. Quest'ultimo fenomeno renderebbe difficoltoso per i ricci costruire il proprio guscio, soprattutto durante l'inverno e nelle parti più settentrionali del loro areale.